# Edwin Becerra
Edwin Becerra (* 28. September 1981) ist ein venezolanischer Straßenradrennfahrer.
Edwin Becerra wurde 2008 Dritter der Gesamtwertung bei der Vuelta a Guatemala. Im nächsten Jahr gewann er eine Etappe bei der Vuelta Internacional al Estado Trujillo und er entschied die Gesamtwertung der Vuelta a Santa Cruz de Mora für sich. In der Saison 2010 gewann er mit der venezolanischen Nationalmannschaft zwei Etappen bei der Tour de la Guadeloupe, wo er auch Siebter der Gesamtwertung wurde.

## Erfolge
2010
- zwei Etappen Tour de la Guadeloupe

2011
- eine Etappe Vuelta al Táchira

2013
- Venezolanischer Meister – Straßenrennen

k